# Thecla caltha
Thecla caltha är en fjärilsart som beskrevs av Druce 1907. Thecla caltha ingår i släktet Thecla och familjen juvelvingar. Inga underarter finns listade i Catalogue of Life.